# Memotech MTX512
Memotech MTX500, MTX512 и RS128 — семейство бытовых компьютеров, выпущенных фирмой Memotech в 1983 и 1984 годах. Они используют процессор Zilog Z80A, и по архитектуре сходны с компьютерами стандарта MSX, однако не являются MSX-совместимыми.

## Описание
Компьютеры MTX выпускались в полностью алюминиевом корпусе, имели полноразмерную клавиатуру с «настоящими» клавишами (в отличие от дешёвых мембранных клавиатур, типичных для бытовых компьютеров того времени — как, например, у младших моделей компьютера ZX Spectrum). В дополнение к стандартному для того времени встроенному интерпретатору языка BASIC, имелись интересные особенности:
- Встроенный ассемблер
- Предшественник HyperCard (просмотрщик файлов с гипертекстовыми возможностями), называемый Noddy
- Поддержка большего количества аппаратных спрайтов, по сравнению с другими системами того времени

Также, компьютеры имели поддержку картриджей ПЗУ (аналогично BBC Micro). Наиболее популярным из них был картридж, содержащий язык программирования ISO Pascal, программы на котором работали намного быстрее, по сравнению со встроенным интерпретатором Бейсика.
Полезным дополнением к любому компьютеру Memotech была очень дорогая система FDX, которая добавляла возможность работы с двумя 5-дюймовыми дисководами. Впоследствии была выпущена система HDX, позволявшая использовать жёсткий диск, и операционную систему CP/M.
Разные модели различались объёмом оперативной памяти — MTX500 имела 32 килобайта ОЗУ, MTX512 — 64 КБ, и RS128 — 128 КБ (достаточно значительный объём оперативной памяти для того времени). Так как процессор Z80А может адресовать одновременно только с 64 КБ памяти, дополнительная память RS128 подключалась в адресное пространство с помощью переключения банков памяти, и могла быть эффективно использована при программировании на ассемблере.
Несмотря на то, что в целом серия компьютеров была хорошо принята пользователями, эти компьютеры не получили заметного коммерческого успеха, что в 1985 году привело фирму Memotech к банкротству.

## Технические характеристики
- Процессор: Zilog Z80A на частоте 4 МГц
- ОЗУ:
  - MTX500: 32 КБ
  - MTX512: 64 КБ
  - RS128: 128 КБ
  - Возможность расширения до 512 КБ
- ПЗУ: 24 КБ, содержит:
  - MTX Basic
  - MTX Noddy
  - MTX Assembler
  - MTX Panel (отладчик)
- Видео-ОЗУ: 16 КБ
- Видеоконтроллер: Texas Instruments TMS9929A
  - Текстовые режимы: 32 x 24 и 40 x 25 символов
  - Графический режим: 256 x 192 точек, 16 цветов
  - Спрайты: до 32 одноцветных спрайтов на экране
- Звук: Texas Instruments SN76489
  - Три тональных канала
  - Один канал шума
  - 16 уровней громкости для каждого канала
- Клавиатура: 79 клавиш
- Разъёмы:
  - Телевизор (для подключения через антенный вход)
  - Монитор
  - Бытовой магнитофон (стандартная скорость 2400 бод)
  - Порт Centronics для подключения принтера
  - Два порта джойстика
  - Разъём картриджа
  - Возможность подключения устройств расширения:
    - Интерфейс RS-232 с двумя портами
    - Контроллер дисковода и жёсткого диска

## Интересные факты
Помимо плохих продаж в банкротстве компании Memotech сыграла заметную роль попытка выиграть международный конкурс по оснащению советских школ компьютерами, который был объявлен Министерством просвещения СССР. Чтобы продать компьютеры в СССР, компании пришлось пойти на сотрудничество с Оксфордским университетом и понести значительные расходы, необходимые на перевод Бейсика и документации для компьютера на русский язык, выпуск русской клавиатуры и, — по совершенно непонятной причине — решили выпустить эту серию компьютеров с алюминиевыми корпусами красного цвета, а не черного, как обычно. Вопреки ожиданиями компании Британское правительство не принимало участия в финансировании этих работ. Завершив подготовку компания Memotech потребовала предварительной оплаты (наличными) выпуска партии состоящей из 64 тысяч компьютеров модели MTX512 с необходимой периферией, которую предполагалось производить силами норвежской компании Elektronikk. Однако советскую сторону не устроили такие требования, она отказалась от оплаты наличными и договорилась с японской компанией Yamaha о поставке 10 000 ПК стандарта MSX в обмен на сталь и нефть.
Неудачное участие в конкурсе привело компанию Memotech к банкротству, так как компания вложила в подготовку все имеющиеся у неё средства, взяла в банке кредит на производство и использовала около миллиона фунтов оставшихся от государственных инвестиций.
Банкротство компании также привело к тому, что Британское правительство прекратило принимать участие в финансировании всех других компаний, которые производили домашние компьютеры в Великобритании, включая такие известные и широко распространенные модели как Sinclair ZX Spectrum, BBC Micro и Apricot Computers.
MTX512 появляется в эпизоде американской кинокомедии 1985 года «Ох уж эта наука!», по сюжету которой два главных героя используют его для взлома сервера Пентагона.